# رأی‌گیری مکرر
رأی‌گیری مکرر یا رأی فراگیر نوعی نظام رأی‌گیری برای انتخاب یک تک‌برنده است. در این شیوه، رأی‌دهنده یک رأی به نامزد مطلوبش می‌دهد. اگر هیچ نامزدی حائز اکثریت مطلق نشد، نامزدی که کمترین آرا را به دست آورده حذف می‌شود و یک مرحلهٔ دیگر از رأی‌گیری انجام می‌شود. این فرایند آنقدر تکرار می‌شود تا بالاخره یک نامزد حائز اکثریت آرا شود.
رأی‌گیری مکرر مشابه نظام انتخاباتی دومرحله‌ای است، با این تفاوت مهم که در نظام دو مرحله‌ای، اگر نامزدی در مرحلهٔ اول حائز اکثریت نشد، تنها دو نامزدی که بیشترین آرا را کسب کرده‌اند به مرحلهٔ دوم (و نهایی) انتخابات صعود می‌کنند و برنده در مرحلهٔ دوم به‌طور قطع مشخص خواهد شد. اما در رأی‌گیری مکرر در هر مرحله، فقط یک نامزد حذف می‌شود، بنابراین برای مشخص شدن برندهٔ نهایی ممکن است به چندین مرحلهٔ رأی‌گیری نیاز شود (اگر دو یا چند نامزدی که کمترین آرا را به دست آورده‌اند، مجموع رأی‌هایشان کمتر از نامزد بالایی‌شان باشد، می‌توان جهت ساده‌سازی فرایند همه را به یک باره حذف کرد. البته این حذف دسته‌جمعی، برخلاف نظام دو مرحله‌ای، نمی‌تواند ترتیب حذف افراد را تغییر دهد).
از آنجا که ممکن است رأی‌دهندگان مجبور شوند چندین بار رأی دهند، از این روش در انتخابات عمومی در مقیاس بزرگ استفاده نمی‌شود. این روش بیشتر در انتخاباتی استفاده می‌شود که تعداد رأی‌دهندگان حداکثر چند صد نفر باشد، مثلاً برای انتخاب نخست‌وزیر یا رئیس مجلس. در حال حاضر این روش برای انتخاب اعضای شورای فدرال سوئیس؛ وزیر اول اسکاتلند؛ رئیس پارلمان اروپا؛ رؤسای مجلس عوام کانادا، مجلس عوام بریتانیا، و پارلمان اسکاتلند؛ شهر میزبان بازی‌های المپیک؛ و میزبان جام جهانی فوتبال به کار می‌رود.

## یادداشت
1. ↑  repeated balloting
2. ↑  exhaustive ballot